# Tun „Krupp” de 87 mm, model 1880
Tunul „Krupp” de 87 mm, model 1880 a fost un tun de câmp cu tragere lentă, de fabricație germană. Constructiv, acest tun semăna foarte mult cu tunul „Krupp” de 75 mm, dimensiunile fiind apropiate, diferind practic doar țeava de alt calibru. :p. 40
Tunul s-a aflat în înzestrarea regimentelor de artilerie de câmp din Armata României, la începutul campaniei din anul 1916 din timpul Primului Război Mondial, fiind în evidență un număr de 190 de bucăți. :p. 56

## Principii constructive
Tunul era destinat în principal pentru distrugerea forței vii a inamicului pe câmpul de luptă. Țeava era ghintuită, fiind construită din oțel forjat. Mecanismul de închidere era compus din închizător și obturator, fiind de tip „închizător cu trunchi cilindro-prismatic”.  Proiectilele erau încărcate cu șrapnele sau mitralii. Tunul era montat pe un afet mobil cu două roți cu spițe din lemn, pentru transport montându-se un antetren cu roți identice. :pp. 41-42